# 体さばき
体さばき（たいさばき）とは、柔道の投技を仕掛ける際に、技を繰り出すための位置関係（体の向きや距離）を作る予備動作である。
足さばきとも呼ばれ、主として、足の動きとして解説されることが多い。
なお、柔道には崩しという予備動作もあるが、崩しと体捌きは同時に行われるべきものである。

## 体さばきの例
名称は「○足□□さばき」という形になる。
○足ははじめに動かす足を、□□は動かす方向を表す。

「回り」のつかない前さばきと後ろさばきは、自分の体を90°回転させ、相手の体と直角の位置関係（横を向く形）になる。
前さばき
踏み込む形。
後ろさばき
足を引く形。

「回り」のつく前回りさばきと後ろ回りさばきは、自分の体を180°回転させ、相手に完全に背を向ける位置関係（後ろを向く形）になる。
前回りさばき
前さばきから後ろさばきをする形。
後ろ回りさばき
後ろさばきから前さばきをする形。
下の図は、右組で解説する。
左組の場合は左右が反対になる。

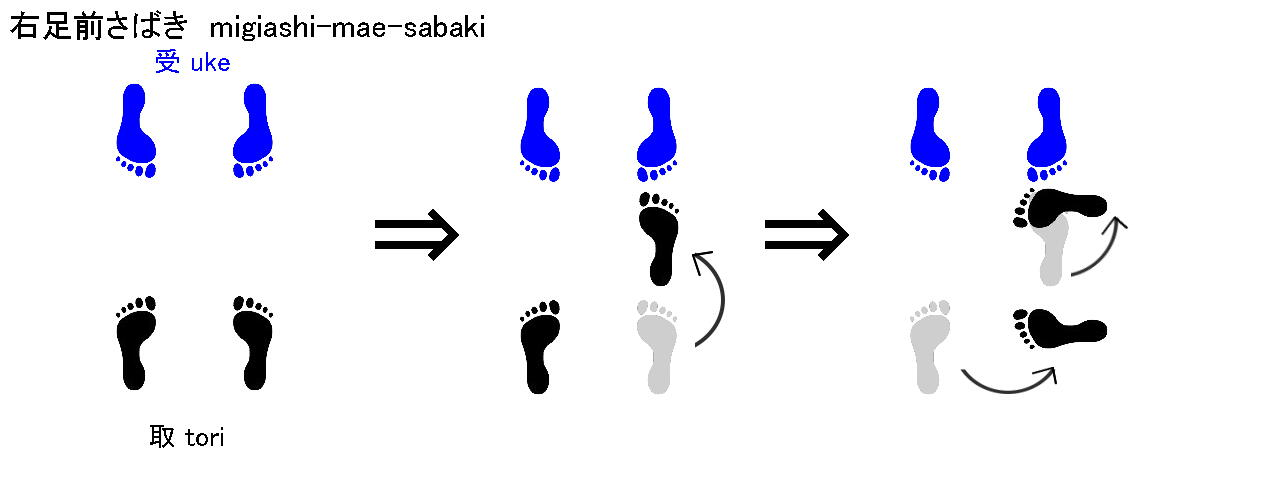
右足前さばき
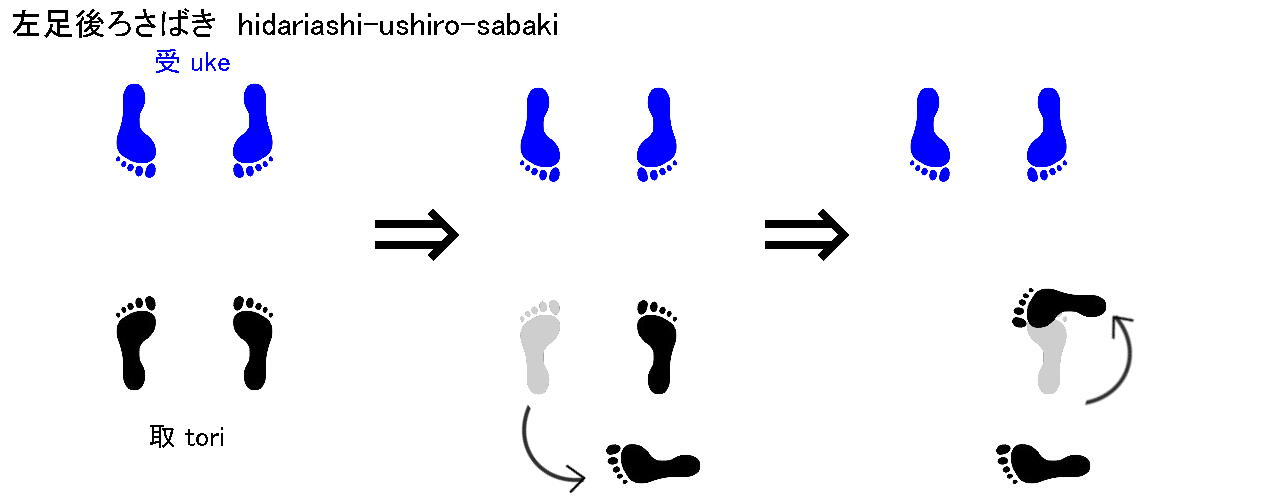
左足後さばき
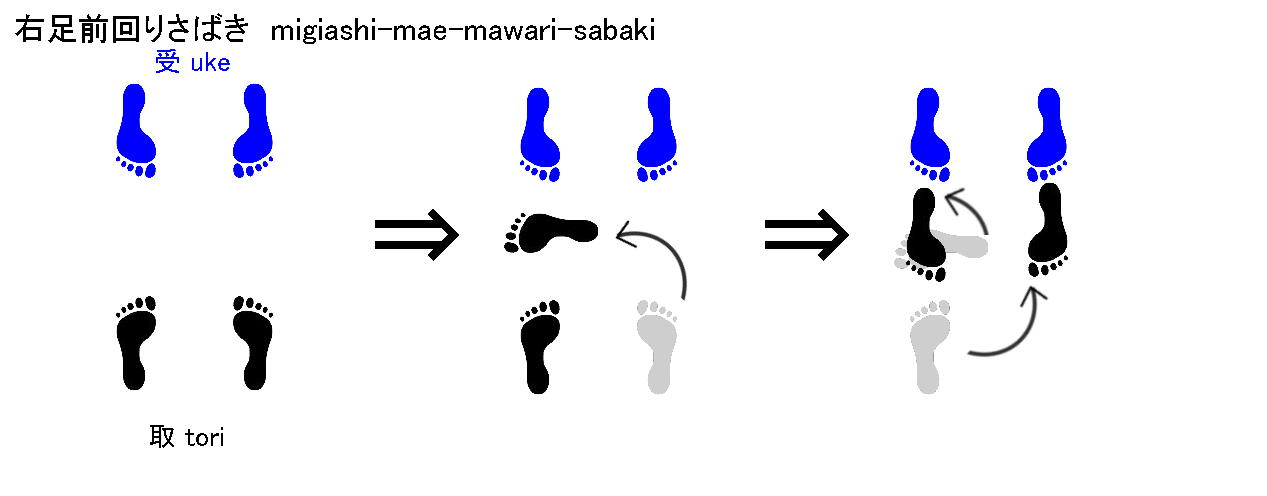
右足前回りさばき
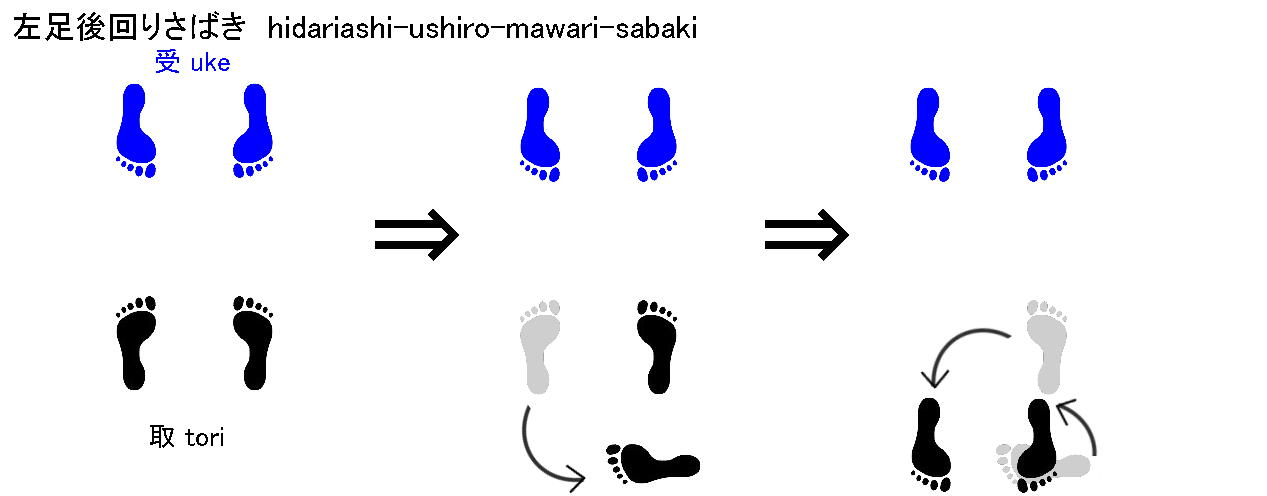
左足後回りさばき